# Phenatoma
Phenatoma is een geslacht van weekdieren uit de klasse van de Gastropoda (slakken).

## Soorten
- Phenatoma decessor Marwick, 1928 †
- Phenatoma lawsi Powell, 1942 †
- Phenatoma perlata (Suter, 1917) †
- Phenatoma precursor Powell, 1942 †
- Phenatoma rosea (Quoy & Gaimard, 1833)
- Phenatoma zealandica (E. A. Smith, 1877)